# Rabiański Potok
Rabiański Potok – potok w Bieszczadach Zachodnich, w Wysokim Dziale. Łącząc się z Jabłonką, tworzy Hoczewkę, będąc zarazem jej dopływem.
Źródło znajduje się na wschód od przełęczy Żebrak, na wysokości ok. 870 m n.p.m., skąd płynie najpierw wąską, stromą doliną, początkowo na północny zachód, zataczając łuk w prawo, ku północnemu wschodowi. Przyjmuje następnie kilka dopływów spływających z okolic Chryszczatej (997 m n.p.m.) oraz Jawornego (992 m n.p.m.) i przepływa obok Studenckiej Bazy Namiotowej Rabe. Dolina staje się szersza i łagodniej nachylona, ogranicza ją od północnego zachodu rozczłonkowany grzbiet odbiegający z Chryszczatej na północny wschód, zaś od południowego wschodu – grzbiet Łysego Wierchu (815 m n.p.m.). Potok płynie następnie przez nieistniejącą już część miejscowości Rabe, a potem przez jej obecny teren, gdzie na krótkim odcinku stanowi północno-zachodnią granicę rezerwatu przyrody Gołoborze. Uchodzi do Hoczewki poprzez połączenie z Jabłonką na granicy z Pasmem Łopiennika i Durnej, pomiędzy szczytami Kiczera (724 m n.p.m.), Dzidowa (713 m n.p.m.) oraz Kropiwne (760 m n.p.m.), na wysokości ok. 470 m n.p.m.
Doliną Rabiańskiego Potoku biegnie lokalna droga Wola Michowa – Rabe.